# モントセラトの地方行政区分
イギリスの海外領土であるモントセラトは、3つの行政教区に分かれる。しかし1990年代のスーフリエール・ヒルズの噴火によってセント・ピーター教区以外は無人化し、事実上行政機能を失った。

## 行政教区
| 教区名                                  | 人口 （1946年） |
| --------------------------------------- | --------------- |
| セント・ピーター教区（Saint Peter）     | 4,411           |
| セント・アンソニー教区（Saint Anthony） | 6,040           |
| セント・ジョージズ教区（Saint Georges） | 3,882           |

■ セント・ピーター
■ セント・アンソニー
■ セント・ジョージズ

- モントセラトの2020年推計人口は5,373人[1]（事実上セント・ピーター教区の人口に等しい）
- 首都プリマスはセント・アンソニー教区、臨時首都ブレイズはセント・ピーター教区にある。
- 島南部は噴火の影響により立ち入り禁止区域（Exclusion Zone）となっており、区域内に立ち入ること自体禁止されている。そのため、セント・アンソニー教区全域、セント・ジョージズ教区の大半、そしてセント・ピーター教区の一部である64km2が無人となっている[3]。

## 国勢調査の区分

モントセラトの地図

国勢調査は教区とは別の区分で実施されている。また地理的地域が4つ設定されている。
| 地区名                                                   | 人口 (2011) | 面積 (km2) |
| 北部地域（Northern Region）                              | 2,369       | 17.1       |
| -------------------------------------------------------- | ----------- | ---------- |
| バージーズ（Barzeys）                                    | 147         | 17.1       |
| 北ダヴィ・ヒル（Davy Hill North）                        | 307         | 17.1       |
| 南ダヴィ・ヒル（Davy Hill South）                        | 228         | 17.1       |
| ドルモンズ（Drummonds）                                  | 145         | 17.1       |
| ジェラルズ（Geralds）                                    | 180         | 17.1       |
| ジュディ・ピーズ（Judy Piece）                           | 253         | 17.1       |
| ルック・アウト（Look Out）                               | 670         | 17.1       |
| セント・ジョンズ / モンゴ・ヒル（St. John's/Mongo Hill） | 236         | 17.1       |
| 北セント・ジョンズ（St. Johns North）                    | 203         | 17.1       |
| 中央地域（Central Region）                               | 1,666       | 5.25       |
| ベイカー・ヒル（Baker Hill）                             | 236         | 5.25       |
| ブレイズ / シンランズ（Brades/Shinnlands）               | 449         | 5.25       |
| クジョー・ヘッド（Cudjoe Head）                          | 137         | 5.25       |
| ニクソンズ / バンクス（Nixons/Banks）                    | 131         | 5.25       |
| セント・ピーターズ（St. Peter's）                        | 436         | 5.25       |
| ウッドランズ（Woodlands）                                | 277         | 5.25       |
| 南部ナント川地域（South of Nantes River）                | 887         | 5.15       |
| フリス / フレミング（Friths/Flemmings）                  | 169         | 5.15       |
| ハッピー・ヒル（Happy Hill）                             | 16          | 5.15       |
| アイルズ・ベイ（Isles Bay）                              | 6           | 5.15       |
| オールド・タウン（Old Towne）                            | 59          | 5.15       |
| オルベストン（Olveston）                                 | 292         | 5.15       |
| 東セーラム（Salem East）                                 | 161         | 5.15       |
| 西セーラム（Salem West）                                 | 184         | 5.15       |
| センターヒルズ森林保護区（Centre Hills Forest Reserve）  | 0           | 10.4       |